# Gralingen
Gralingen (Luxemburgs: Grooljen) is een plaats in de gemeente Putscheid en het kanton Vianden in Luxemburg.

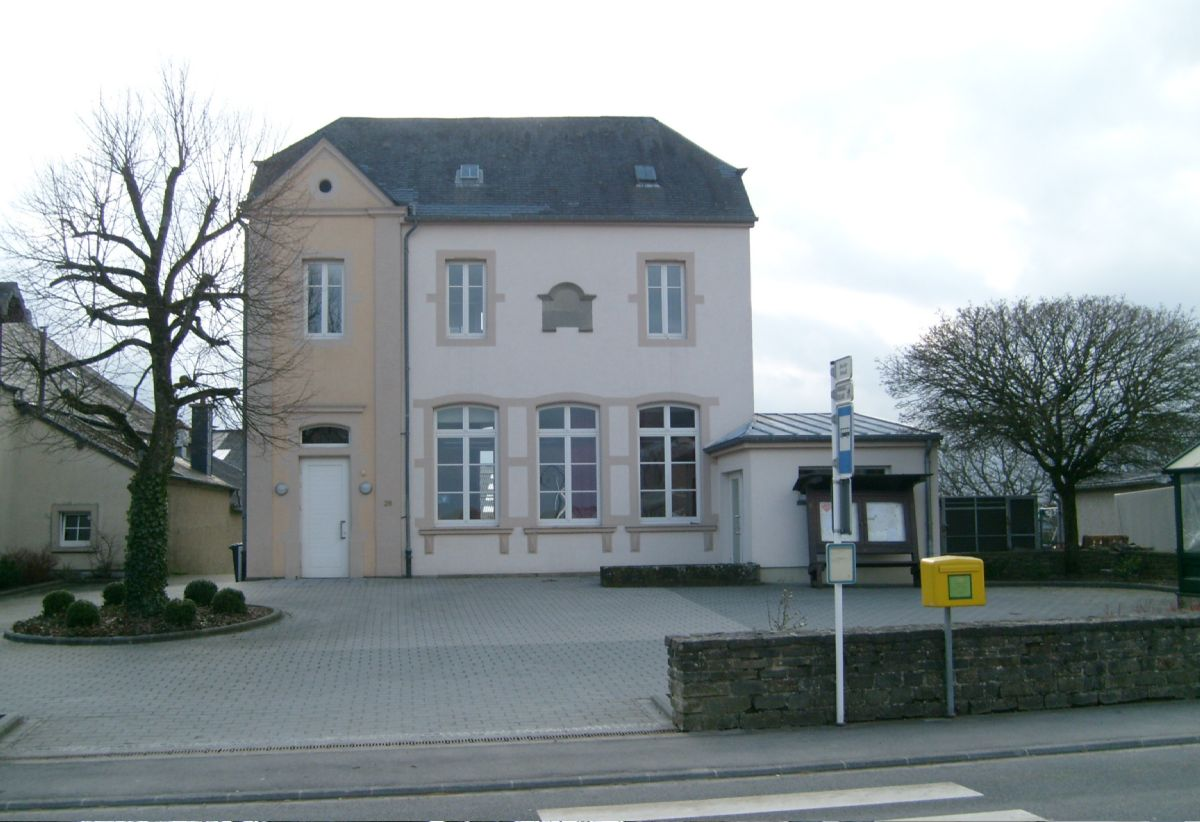
Schoolgebouw

Gralingen telt 132 inwoners (2001).
Bivels · Gralingen · Merscheid · Nachtmanderscheid · Putscheid · Stolzembourg · Weiler

Luxemburgse gemeenten · Kanton Vianden · Luxemburg